# Marcus Menna
Marcus Menna Barreto Silveira (Brasília, 1 de agosto de 1976) é um músico, compositor e produtor musical brasileiro
Ficou conhecido por ter sido vocalista e líder do grupo LS Jack. Em 30 anos de carreira, o cantor gravou mais de 100 canções.

## Carreira

### 1997-2004:LS Jack
Foi vocalista do grupo LS Jack, banda lançada no programa Planeta Xuxa, com o apoio de Xuxa e Marlene Mattos, alcançando o ápice do sucesso após o lançamento do 3º CD com o hit Carla, música que foi feita para sua ex-mulher.
Em 1 de julho de 2004, Marcus foi internado na clínica Perfil Plastic, vítima de uma lipoaspiração malsucedida. Ele queria tirar dois litros de gordura da região do abdômen. Teve uma parada cardiorrespiratória e passou vinte minutos com pouca oxigenação no cérebro. Passou dois meses em coma. Os médicos consideravam praticamente impossível seu retorno, visto que ele tinha grandes chances de não ouvir, não falar e nem mesmo caminhar. Hoje faz fisioterapia, hipoterapia e fonoaudiologia no Rio.

### 2006-07:V.I.B.E. 6
Em 2006, Marcus retornou à vida musical, com sua banda batizada V.I.B.E. 6. O nome foi criado pelo próprio vocalista e foi o nome do terceiro álbum lançado pelo LS Jack. A sigla significa "Vibrações Inteligentes Beneficiando Existência". A banda cessou as atividades em 2007, e desde então Menna segue em carreira solo.

### 2008-2010: Período de carreira solo
No ano de 2008, Marcus volta a cena musical lançando um novo CD, É Preciso Saber Viver, tendo inclusive, regravado o hit "Carla". Este CD tem a participação de amigos e também dos primos Rogério Flausino, Wilson Sideral, entre outros.

### 2010: Retorno aos palcos e comemoração de 10 anos daLS Jack
No dia 1 de maio de 2010, a banda LS Jack retornou aos palcos com Marcus Menna nos vocais, comemorando os dez anos da banda em um show na Festa Nacional da Cerveja, em Divinópolis.

### 2020-presente: Carreira solo
Em 2020, a banda retorna aos palcos com um novo vocalista, Vinny Bonotto, Vinny compôs um single chamado LS Jack, gravado no primeiro álbum da banda.
Em março de 2021, lança o single "Quem Você É", com a dupla Marcos & Bellutti. Em maio do mesmo ano, sai o single "Amor em Excesso", um dueto gravado com a cantora Paula Fernandes. Em 20 de agosto, lançará outro dueto, dessa vez com a banda Detonautas Roque Clube, divindo os vocais com Tico Santa Cruz, vocalista da banda.

## Vida pessoal
É filho de Jeanine Menna Barreto e Rui Monarca da Silveira. É primo de segundo grau dos também músicos Rogério Flausino e Wilson Sideral.

### Extensão vocal
Sua extensão vai do C3 - E5  tenor de acordo com o banco de dados vocais BDV.

## Discografia

### Carreira solo
Álbum de estúdio
- 2008: É Preciso Saber Viver (Acústico)

### LS Jack
Álbuns De Estúdio
- 1999: LS Jack
- 2000: Olho por Olho, Gente por Gente
- 2001: V.I.B.E.: Vibrações Inteligentes Beneficiando a Existência
- 2003: Tudo Outra Vez
- 2004: Jardim de Cores

Coletâneas
- 2005: O Melhor de LS Jack (1997-2004)
- 2005: Coleções: Grandes Sucessos de LS Jack

CD e DVD ao vivo
- 2006: LS Jack - Festival de Verão Salvador

## Filmografia
- 1997 - Hércules (canções) - Hércules
- 2001 - Banzé (canções) - A Dama e o Vagabundo II: As Aventuras de Banzé